# Замок Пільча
Замок Пільча у Смолені (пол. Zamek Pilcza w Smoleniu) — руїни лицарського замку, розташованого на Краківсько-Ченстоховській височині в селі Смолень в гміні Пілиця Заверцянського повіту Сілезького воєводства в Польщі. Замок належить до системи так званих Орлиних Гнізд. 

## Історія
Оборонні укріплення на замковій горі ймовірно існували вже в другій половині XIII століття, про що може свідчити інформація з хроніки Мацея Стрийковського про спалення у 1304—1305 роках замку Пелчішка (Pelciszka) військами Владислава Локетки, під час війни з Вацлавом ІІ. Однак існує також припущення, що в цьому випадку йшлося про інший замок, наприклад про місцевість Пелчиська в Сандомирській землі.
Мурований замок у цьому місці, швидше всього, було споруджено за вказівкою радомського каштеляна Яна чи його сина сандомирського воєводи Оттона з Пілчі гербу Топор.
Перший спогад про замок датується 1394 роком, коли було загадано замкового капелана Домініка. 1396 роком датується згадка про бурграфа замку.
Після смерті Оттона, у 1382 році, замок успадкувала його дочка Ельжбета, яка пізніше стала третьою дружиною польського короля Владислава Ягайла. Перед тим, як стати дружиною короля у 1417 році, вона вже встигла тричі вийти заміж.
У 1414 році власником замку став син Ельжбети від третього шлюбу — Ян Пілецький гербу Леліва, нащадки якого володіли замком впродовж наступних майже 200 років та значно розбудували замок. Після смерті Яна Пілецького, замок успадкував його син, якого звали так само, як батька — руський воєвода Ян Пілецький, який зберігав на замку велику книгозбірню та колекцію творів мистецтва.
Після 1570 року замок перейшов у володіння освенцимського каштеляна Войцеха Падневського гербу Новина, який однак вже не проживав у замку, а натомість мешкав у садибі біля підніжжя замкової гори, а пізніше — у замку в сусідній Пілиці.
У 1587 році замок здобули та частково знищили війська претендента на польський престолМаксиміліана III Австрійського, внаслідок чого відбудова та модернізація замку стала недоцільною. Однак замок впродовж певного часу ще виконував свої оборонні функції, допоки в 1655 році його не здобули та не спалили шведські війська.
Від Падневських замок перейшов у власність князів Збаразьких, від тих — до Вишневецьких, а пізніше — до Варшицьких, однак у той час замок вже не мав серйозного господарського та економічного значення.
Після Третього поділу Речі Посполитої замок опинився  під австрійською владою, тоді було прийнято рішення частково розібрати замкові мури задля побудови пункту прикордонного контролю. Окрім того, свій внесок у руйнування замку зробили також селяни і шукачі скарбів.
У 40-их роках XIX століття засновник фабрики "Батавія" Роман Губицький використовував замкову криницю для видобування сировини для своєї фабрики, у той же час він очистив територію замку від сміття та здійснив часткову реставрацію замкової вежі.
Чергових руйнувань замок зазнав під час Першої світової війни, коли тут точилися бої між австрійськими та російськими військами.
У 50—70-их роках XX століття було здійснено укріплення замку як тривалої руїни. 

## Сучасний стан
Взимку 2010 році стався обвал західного наріжника замку, внаслідок чого відвідування замку було заборонене. Впродовж 2013—2016 років було здійснено зміцнення замкових мурів, а також частково відбудовано сам замок.
В наш час замок відкритий для відвідування туристами, які, окрім іншого, можуть піднятися на замкову вежу з якої відкривається гарний вигляд на околиці.

## Світлини

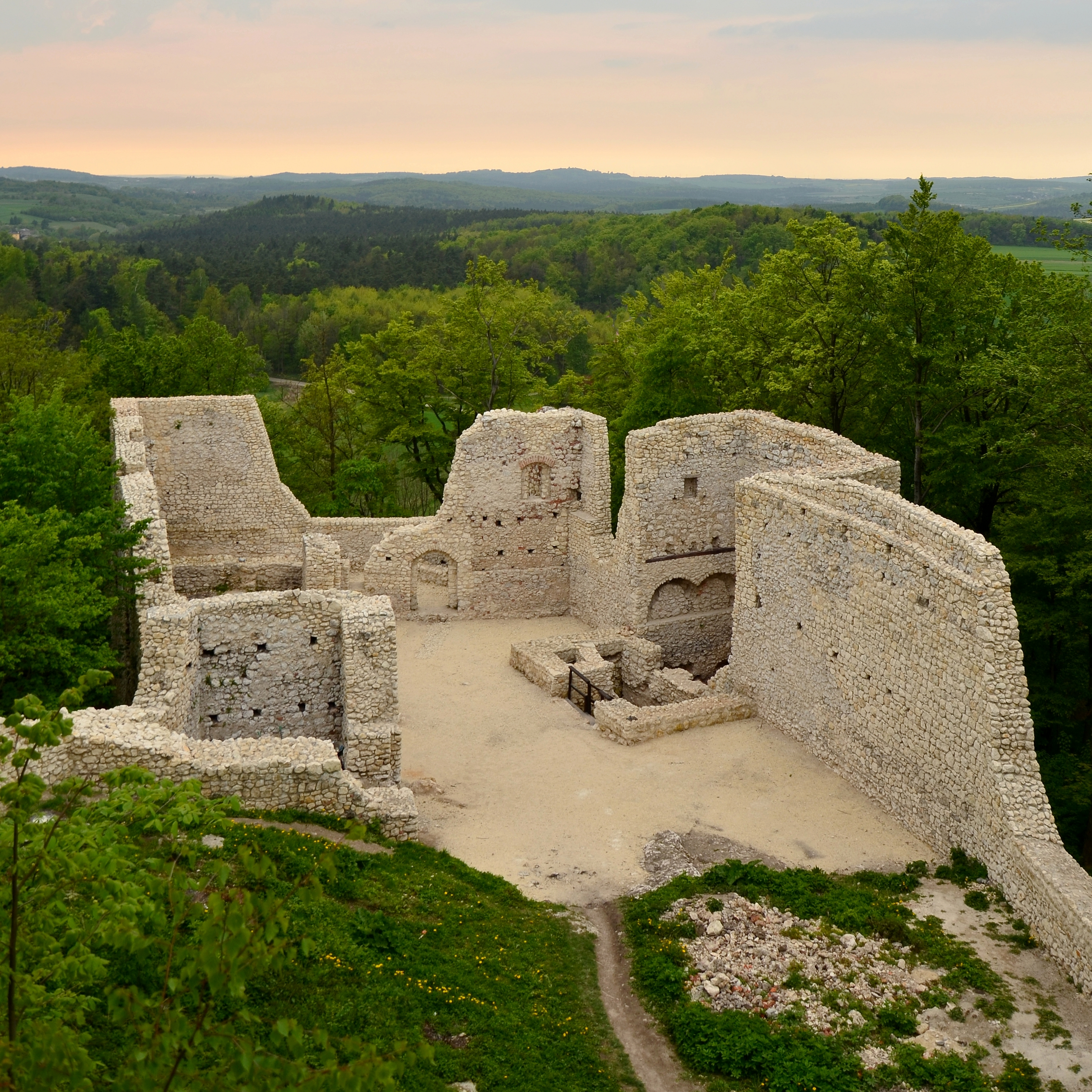
Нижній замок
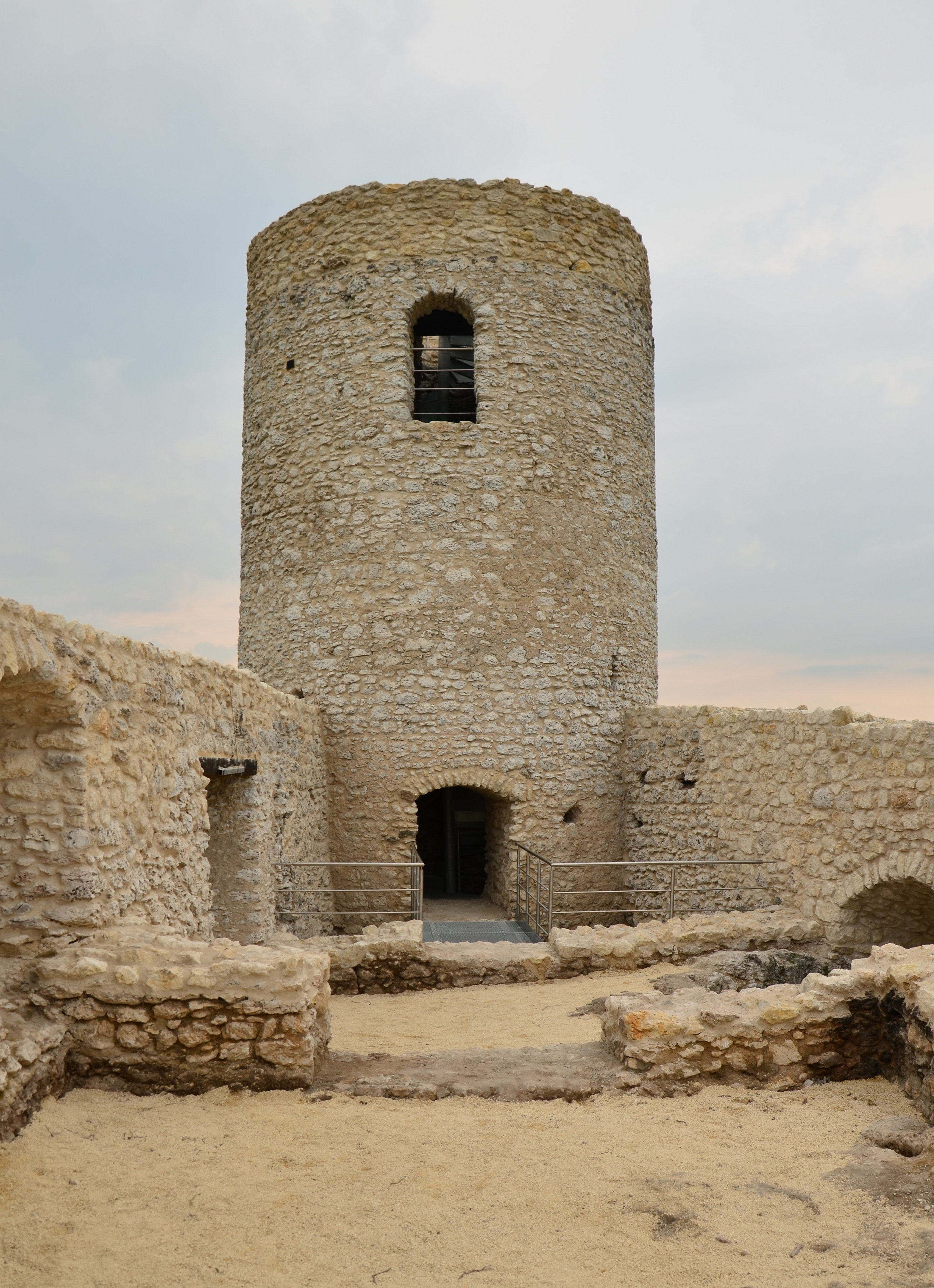
Замкова вежа
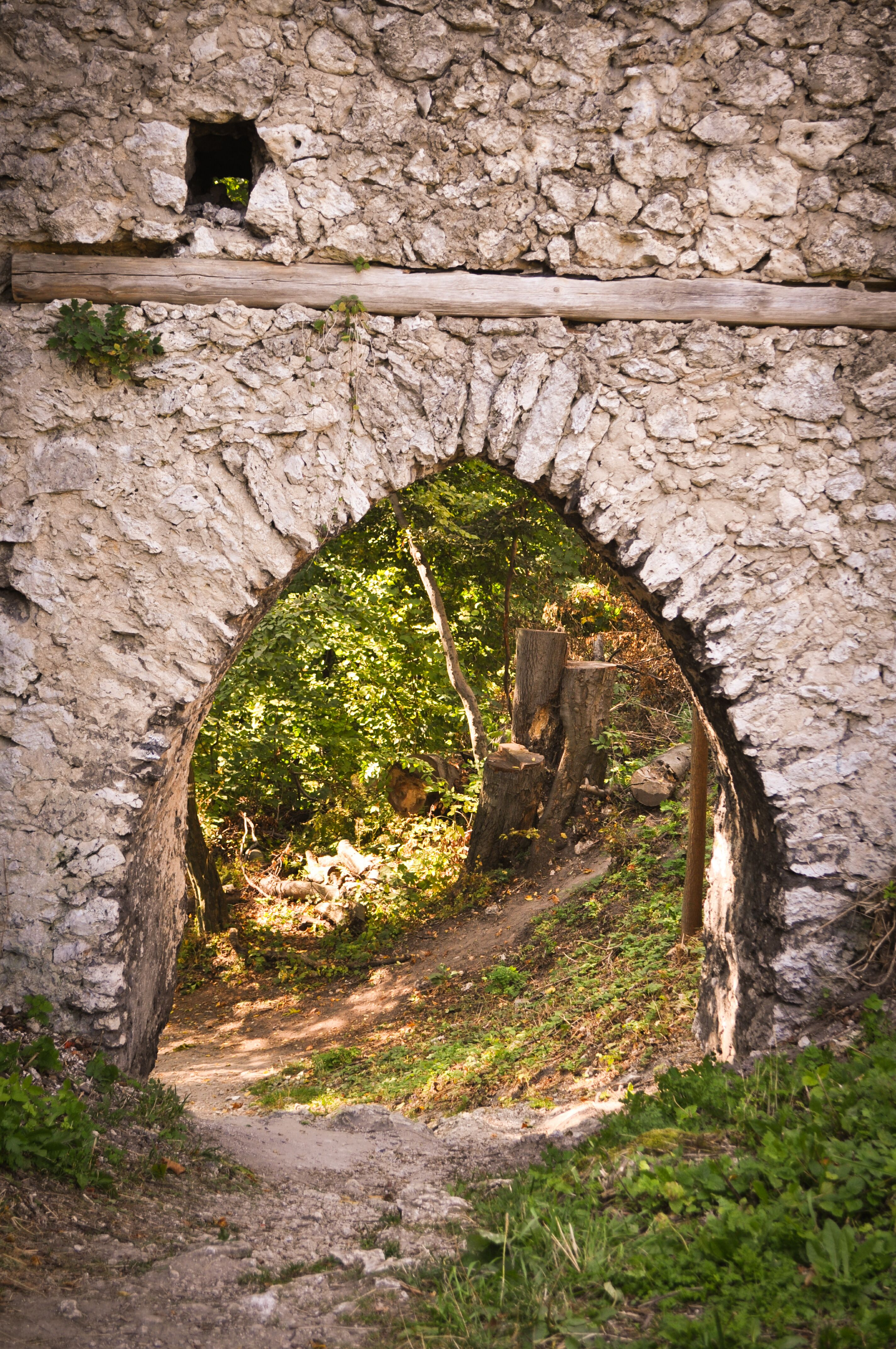
Замкова брама
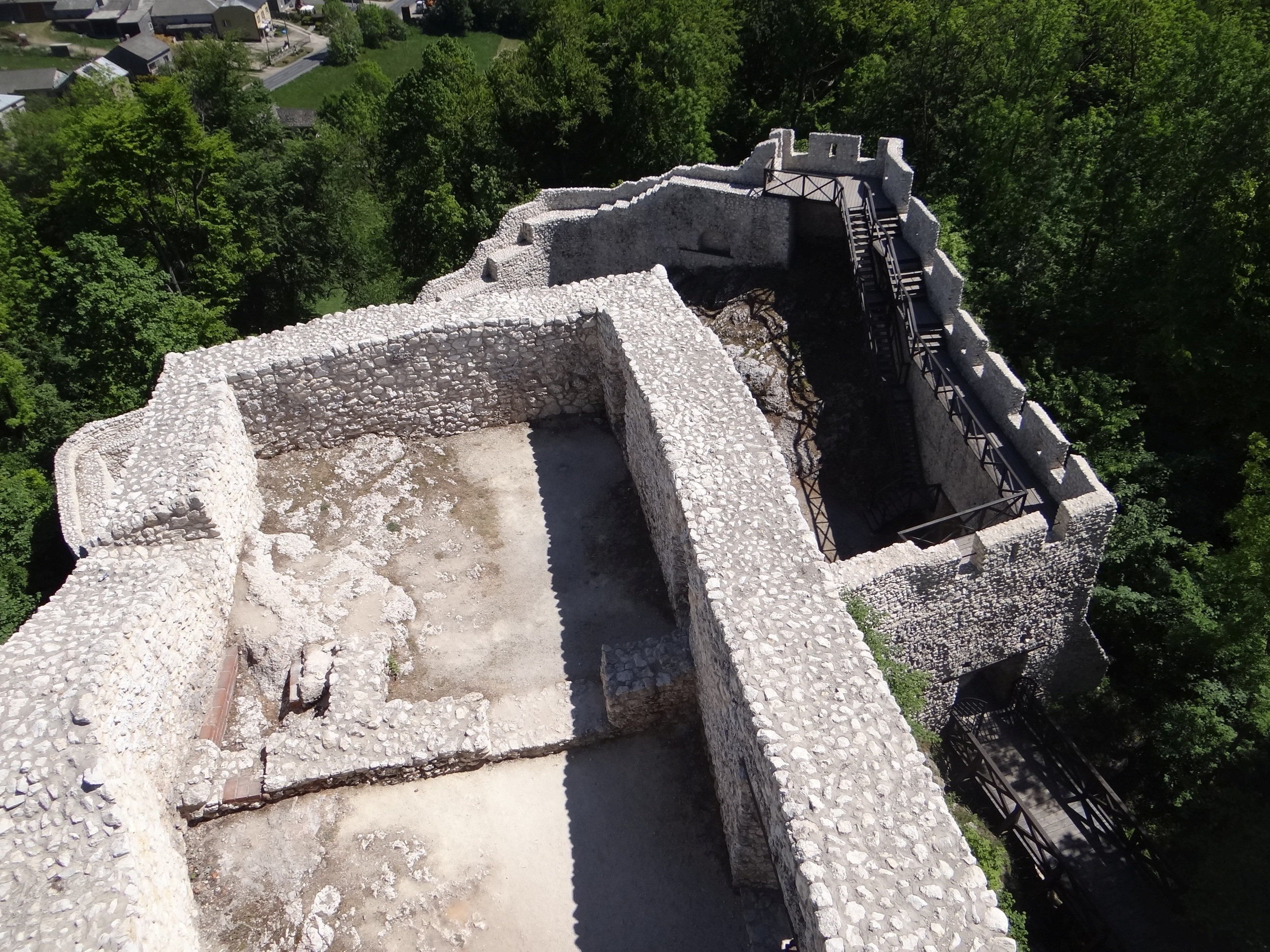
Вигляд замкового двору з вежі
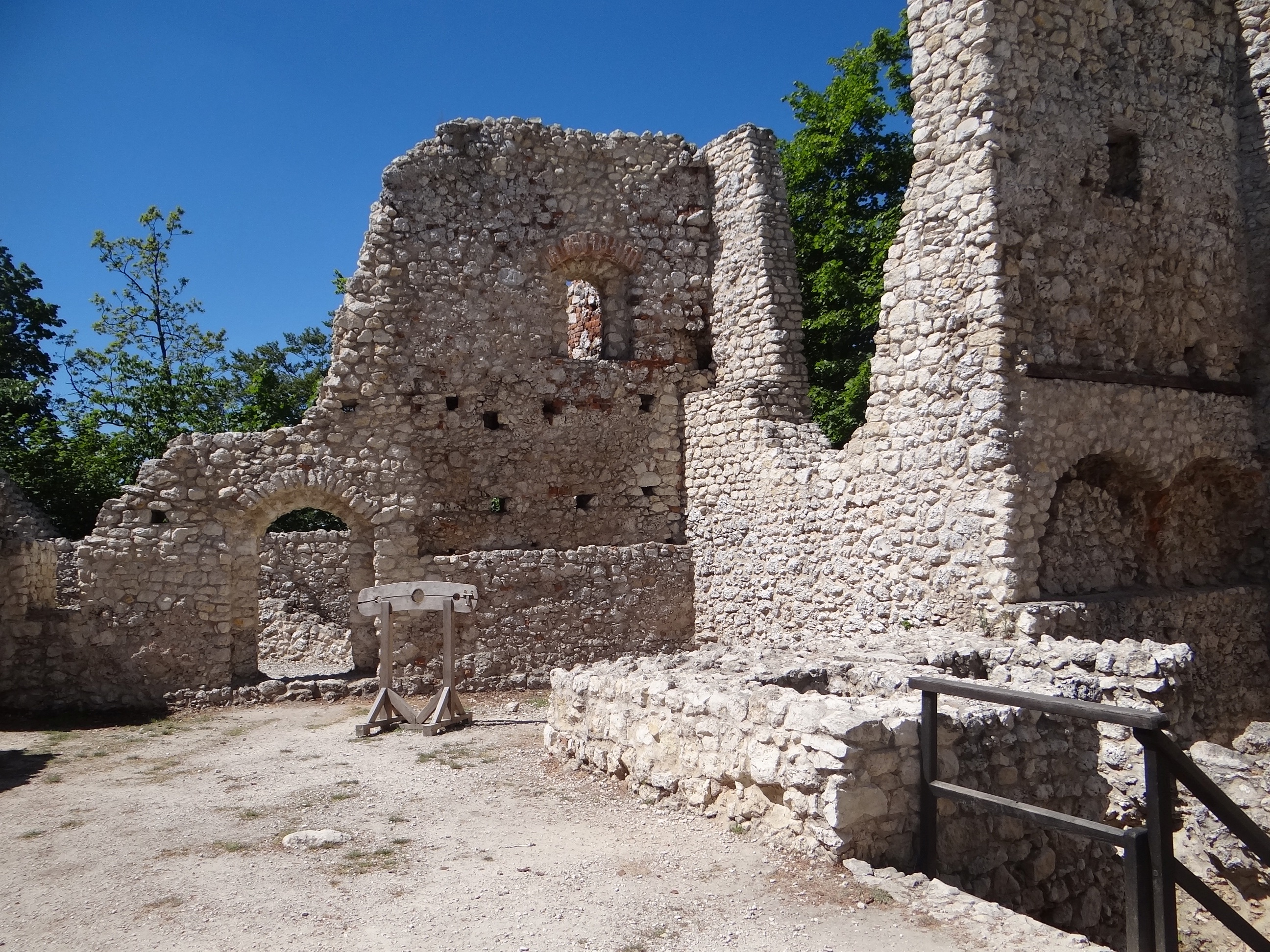
Замковий двір